# Пеґґі Ґуґґенгайм
Марґеріт «Пеґґі» Ґуґґенгайм (англ. Marguerite "Peggy" Guggenheim; *26 серпня 1898 — †23 грудня 1979) — богемна американська колекціонерка мистецтва, арт-дилерка, світська левиця, меценатка. Завдяки природному смаку та дружбі з митцями на базі сімейних статків створила під час фінансової кризи в Європі знамениту й унікальну колекцію мистецтва в Європі та Америці з 1938 по 1946 роки. Виставляти колекцію почала в Венеції з 1949. Зараз Колекція Пеґґі Ґуґґенгайм — це музей сучасного мистецтва на Великому каналі, одне з найвідвідуваніших місць Венеції.

## Життєпис
Народилась у Нью-Йорку в заможній родині ашкеназького походження: батько, Бенджамін Ґуґґенгайм, потонув із «Титаніком» в 1912 році; мати, Флоретт Селіґман (1870—1937), була племінницею Соломона Р. Ґуґґенгайма (засновника фонду свого імені).
Коли в 1919 їй виповнився 21 рік, Ґуґґенгайм успадкувала 2,5 млн доларів США (37,3 млн доларів США на 2020 рік).
Працювала в авангардній книгарні Sunwise Turn в центрі Мангеттену. В 1920 переїхала в Париж, де завела дружбу з письменниками-авангардистами та художниками, багато з яких жили в бідності у кварталі Монпарнас.
Подружилася з письменницею Наталі Барні (відвідувала її салон) та художницею Ромейн Брукс. Зустріла Джуну Барнс і з часом стала її подругою та покровителькою. Свій найвідоміший роман «Nightwood» Барнс написала в заміському будинку Девон, Гейфорд Гол, який Ґуґґенгайм орендувала на два літа.
Ґуґґенгайм спонукала Емму Гольдман написати автобіографію і допомогла забезпечити їй кошти, щоб жити в Сен-Тропе під час створення двох томів «Living My Life».
Її інтерес до нового мистецтва відіграв важливу роль у просуванні кар'єри кількох важливих сучасних митців, зокрема американських художників Джексона Поллока та Вільяма Конґдона, австрійського сюрреаліста Вольфганга Паалена, звукової поетеси Ади Верден Говелл та німецького художника Макса Ернста, за якого вона вийшла заміж у грудні 1941 року. Свою колекцію вона зібрала лише за сім років.
Пеґґі Ґуґґенгайм написала автобіографію під назвою «Out of This Century», пізніше перероблену та переопубліковану як «Confessions of an Art Addict» (1946) і тепер публікується разом із Гарпер Коллінз.

## В масовій культурі
- Емі Медіган зобразила Пеґґі Ґуґґенгайм у фільмі «Поллок» (2000) Еда Гарріса, про її роль у сходженні художника Джексона Поллока.
- П'єса Лені Робертсон за мотивами життя Ґуґґенгайм «Woman Before a Glass» відкрилася в театрі «Променад» на Бродвеї, Нью-Йорк, 10 березня 2005 року. Мерседес Рюль зіграла Ґуґґенгайм і отримала нагороду Обі за свою гру[16]. У травні 2011 року в нью-йоркському театральному комплексі Абінгдона було відтворено цю п'єсу, в якій зіграла акторка Джуді Розенблатт (режисер Остін Пендлтон)[17].
- У першій п'єсі Бетан Робертс для радіо «Мій приватний гондольєр» дочка Ґуґґенгайм, Пегін (Гетті Мораган), їде до Венеції, щоб провести літо з матір'ю (Фіона Шоу). П'єсу вперше показали на BBC Radio 4 19 жовтня 2010 року[18].
- У квітні 2015 року на кінофестивалях, включаючи Фестиваль єврейського кіно в Сан-Франциско 26 липня 2015 року, розпочалася прем'єра нового документального фільму «Peggy Guggenheim: Art Addict».

## Подальше читання
- Davidson, Susan and Philip Rylands, eds. (2005). «Peggy Guggenheim & Fredrick Kiesler: The Story of Art of This Century» (exhibition catalogue), Venice: Peggy Guggenheim Collection ISBN 0-89207-320-9
- Dearborn, Mary V. Affairs of the Art: Mistress of Modernism, The Life of Peggy Guggenheim (Houghton Mifflin, 2004, ISBN 0-618-12806-9)
- Gill, Anton (13 травня 2003). Art Lover: A Biography of Peggy Guggenheim. New York: Perennial. ISBN 0-06-095681-X.
- Prose, Francine (2015). Peggy Guggenheim – The Shock of the Modern. Yale University Press. ISBN 978-0300203486.
- Weld, Jacqueline Bograd. Peggy, the Wayward Guggenheim (New York: E. P. Dutton, 1986)